# ديث وش (فلم)
ديث وش (بالإنجليزية: Death Wish) هو فيلم أكشن رعب أمريكي سيتم إنتاجه في سنة 2018 وهو من إخراج إيلي روث وتأليف جو كارنهان وبطولة بروس ويليس وفينسنت دونوفريو وإليزابيث شو ودين نوريس وكيمبرلي إليز. قصة الفيلم مبينة على رواية ديث ويش لبراين غارفلد التي تم طرحها في سنة 1972 وألتي تم إنتاج فيلم بنفس العنوان في سنة 1974. وتم توزيع الفيلم عن طريق شركة مترو غولدوين ماير وباراماونت بيكتشرز في 2 مارس 2018.

## القصة
الدكتور بول كيرسي هو جراح غالبًا ما يرى عواقب العنف في المدينة في غرفة الطوارئ. عندما يهاجم دخلاء المنزل زوجته وابنته الصغيرة بوحشية، يصبح كيرسي مهووسًا بتحقيق العدالة الأهلية للجناة. بينما تجذب عمليات القتل المجهولة انتباه وسائل الإعلام، يبدأ الجمهور في التساؤل عما إذا كان المنتقم القاتل هو الملاك الحارس أو حاصد الأرواح نفسه.

## البطولة
- بروس ويليس بدور الدكتور بول كيرسي
- فينسنت دونوفريو بدور فرانك كيرسي شقيق بول
- دين نوريس بدور المحقق راينس
- كيمبرلي إليز بدور المحققة جاكسون
- مايك ايبس بدور الدكتور كريس سالغادو الصديق المقرب لبول
- إليزابيث شو بدور لوسي روز كيرسي زوجة بول
- كاميلا مورون بدور جوردان كيرسي ابنة بول
- روني جين بيليفنز بدور جوي
- بو ناب بدور نو
- وارونا سيتشويلو

## الميزانية والإيرادات
كلف الفيلم 30 مليون دولار وحقق أرباح تقدر بـ 49 مليون دولار

## وصلات خارجية
- مقالات تستعمل روابط فنية بلا صلة مع ويكي بيانات

- الموقع الرسمي
- ديث وش على قاعدة بيانات الأفلام على الإنترنت

لا توجد روابط لمواقع التواصل الاجتماعي.